# 85 a.C.
L'85 a.C. (LXXXV a.C. in numeri romani) è un anno  del I secolo a.C.

## Eventi
- Pace di Dardano fra Lucio Cornelio Silla e Mitridate VI e fine della Prima guerra mitridatica.
- Tolomeo di Calcide diviene tetrarca di Iturea e Calcide

## Nati
- Antonia, romana
- Azia maggiore, romana († 43 a.C.)
- Cornificia, poetessa romana († 40 a.C.)
- Gaio Crastino, centurione romano († 48 a.C.)
- Giuba I, sovrano († 46 a.C.)

## Morti
- Gaio Giulio Cesare, senatore romano